# 鹿児島ドリーム広島号

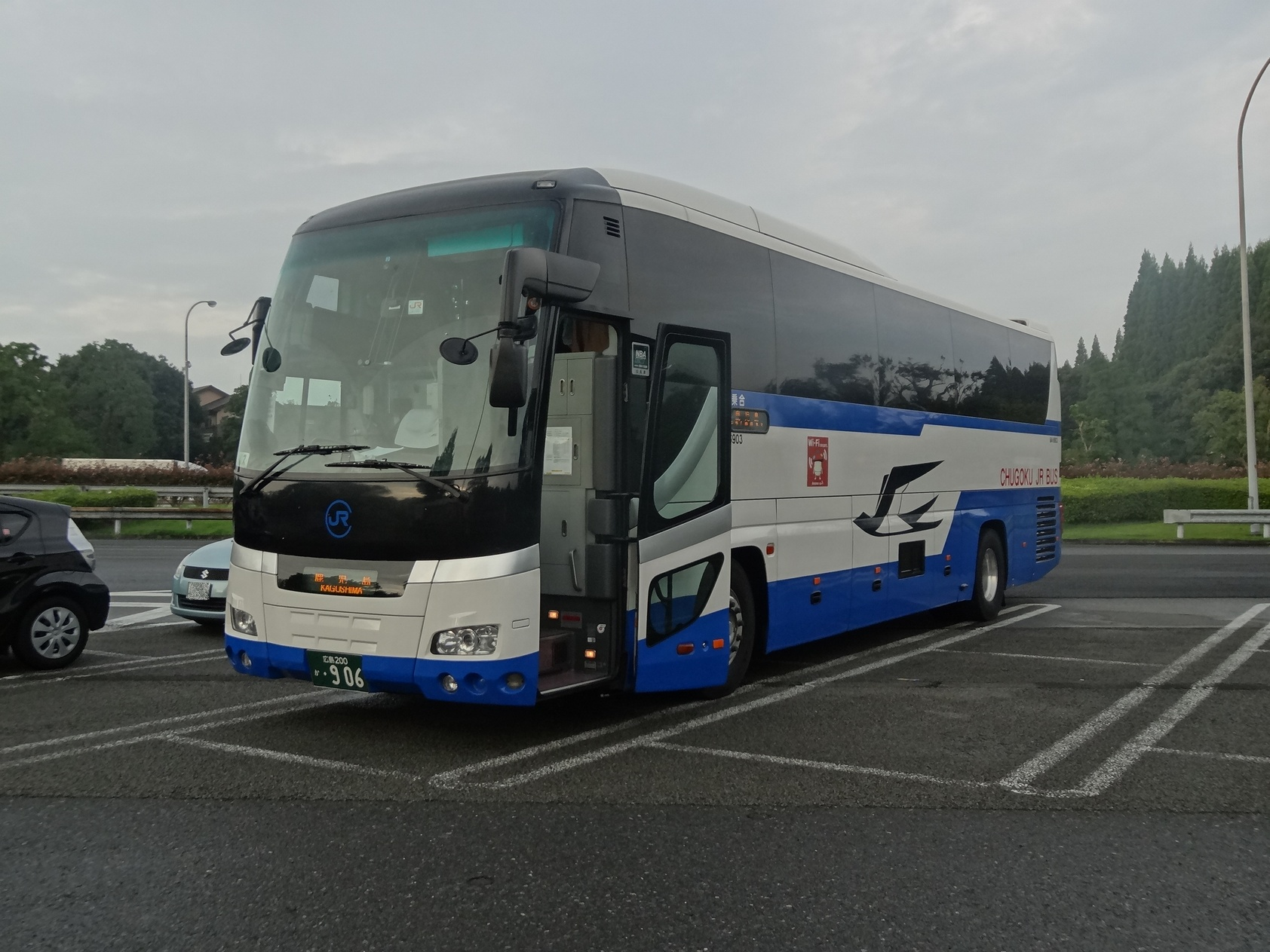
中国JRバス運行便（鹿児島県・溝辺パーキングエリアにて撮影 ）

鹿児島ドリーム広島号（かごしまどりーむひろしまごう、鹿児島 - 広島線）は、広島県広島市と鹿児島県鹿児島市を結ぶ高速バス路線である。主に7月から9月までと12月から3月にかけて期間限定で運行されていたが、2017年5月7日(運行最終日)をもって廃止された。

## 概要
- 1日1往復。

## 運行系統
現行（2016年7月14日～）
- 広島駅新幹線口 - 広島バスセンター - 鹿児島空港南 - 高速帖佐 - 鹿児島北IC - 下伊敷 - 天文館 - 南国交通バスターミナル（鹿児島中央）[2]

2012年12月21日〜2013年1月15日
- 広島駅新幹線口 - 広島バスセンター - 右田（防府東IC近辺のバス停） - 山口駅 - 湯田温泉通   - 鹿児島空港南 - 帖佐 - 鹿児島北IC - 下伊敷 - 鹿児島中央駅前（南国高速バスターミナル）[2] - 天文館

※ 当初は山口市内も経由していた
2013年3月14日〜2016年5月8日
- 広島駅新幹線口 - 広島バスセンター - 鹿児島空港南 - 帖佐 - 鹿児島北IC - 下伊敷 - 鹿児島中央駅前（南国高速バスターミナル）[2] - 天文館

2016年12月1日〜2017年5月7日
- 広島駅新幹線口 - 広島バスセンター - 鹿児島空港南 - 帖佐 - 鹿児島北IC - 下伊敷 - 天文館 - 鹿児島中央駅前（南国高速バスターミナル）

## 運行会社
- 中国ジェイアールバス（現・JRバス中国）
  - 担当営業所：広島支店[3] 夜行0.5往復
- JR九州バス
  - 担当営業所：鹿児島支店[4] 夜行0.5往復

当初は基本的に2人乗務のツーマン運行であったが、末期は全区間1人乗務のワンマン運行となり、福岡県の須恵PAを中間地点として乗務員交替を実施。広島 - 須恵PA間を中国ジェイアールバスの乗務員が、須恵PA - 鹿児島間をJR九州バスの乗務員が担当していた。

## 歴史
- 2012年12月21日 - 2013年1月15日： 期間限定運行として、運行開始[5]
- 2013年3月14日 - 2013年5月6日： 山口市内経由を取りやめ、現行ルートで期間限定運行
- 2013年7月11日 - 2013年9月30日： 期間限定運行
- 2013年12月20日 - 2014年1月14日： 期間限定運行
- 2014年3月25日 - 2014年5月6日： 期間限定運行
- 2014年7月18日 - 2015年1月13日： 半年間の期間限定運行
- 2015年3月12日 - 2015年5月10日： 期間限定運行[6]
- 2015年8月7日 - 2015年9月27日： 期間限定運行
- 2015年12月17日 - 2016年1月11日： 期間限定運行
- 2016年4月11日 - 2016年5月8日：期間限定運行予定だったが、4月14、15日に発生した熊本大地震により全ての運行を取り止めることを発表。
- 2016年7月14日 - 2016年9月25日：ルートを一部変更（「天文館 」と「南国交通バスターミナル」の停車順序入れ替え）し、南国交通バスターミナル（鹿児島中央）を始終着として[1]、期間限定運行
- 2016年12月1日 - 2017年1月9日：期間限定運行
- 2017年2月1日 - 2017年5月7日：この期間限定運行をもって廃止。

## 運行車両
- 中国ジェイアールバス
  - ガーラ中二階または、ハイデッカー仕様で運行
- JR九州バス
  - エアロクィーン (2015年12月～)
  - エアロエース （2014年4月〜2015年9月まで）
  - エアロキング　二階建てバスにて運行[7]＜2014年3月頃運用離脱・サンシャインエクスプレスに売却＞

## 車内設備
- 独立3列シート
- トイレ

## 注記
1. 1 2  広島～鹿児間の夜行高速バス「ドリーム号」次回以降運行ついて JR九州バス 2016年6月30日
2. 1 2 3  南国交通バスターミナルでの鹿児島ドリーム広島号のチケット発券業務は行っていないため、隣店舗のローソン鹿児島中央ターミナルビル店のLoppi（2013年7月以前はサンクスライゼターミナル店のカルワザステーション）で発券。但し、事前予約が必要。
3. ↑  当初は広島駅〜山口駅を広島支店1人、山口駅〜鹿児島中央駅・天文館を山口支店2人乗務で行っていた。
4. ↑  当初は2人乗務で鹿児島〜広島間通し乗務で行っていた。
5. ↑  鹿児島ドリーム広島号運行開始のお知らせ[リンク切れ] JR九州ニュースプレスリリース 2012年11月19日
6. ↑  http://www.jrkbus.co.jp/kosoku_hiroshima2/kosoku_hiroshima2.html
7. ↑  鹿児島ドリーム広島号運行開始 - JR九州バス公式ブログ 2012年12月21日